# Amastris depressa
Amastris depressa är en insektsart som beskrevs av Broomfield 1976. Amastris depressa ingår i släktet Amastris och familjen hornstritar. Inga underarter finns listade i Catalogue of Life.